# Sherlock: The Riddle of the Crown Jewels
Sherlock: The Riddle of the Crown Jewels ist ein Computerspiel der US-amerikanischen Firma Infocom aus dem Jahr 1987. Es gehört zum Genre der Textadventures und basiert auf den literarischen Figuren von Sherlock Holmes und Dr. Watson, die von dem britischen Schriftsteller Arthur Conan Doyle geschaffen wurden.

## Handlung
Die Handlung im Stil einer klassischen Detektivgeschichte spielt in London im Jahr 1887. Die Kronjuwelen wurden aus dem Tower gestohlen und Sherlock Holmes soll sie innerhalb von 48 Stunden, rechtzeitig zum Kronjubiläum von Königin Viktoria, wiederfinden. Da er Hinweise hat, dass ihm vom Dieb eine Falle gestellt werden soll, überträgt er Dr. Watson den Fall. Der Spieler übernimmt dessen Rolle. Auf seiner Suche nach den Kronjuwelen gelangt er zu vielen Sehenswürdigkeiten der Stadt, zum Beispiel Madame Tussauds Wachsfigurenkabinett, Westminster Abbey und Big Ben. Er muss zahlreiche Rätsel lösen, bevor er den Dieb (Professor Moriarty) enttarnt und die Kronjuwelen wieder zurück in den Tower bringt.

## Spielprinzip und Technik
Sherlock ist ein Textadventure, das heißt, Umgebung und Geschehnisse werden als Bildschirmtext ausgegeben und die Visualisierung obliegt der Fantasie des Spielers. Die Steuerung der Spielfigur erfolgt über Befehle, die der Spieler mittels der Tastatur eingibt und die von einem Parser abgearbeitet werden. Die Befehle sind in natürlicher Sprache gehalten und lassen den Spielcharakter mit seiner Umwelt interagieren. Der Spieler kann sich so durch die Spielwelt bewegen, Gegenstände finden, sie auf die Umgebung oder andere Gegenstände anwenden und mit NPCs kommunizieren. Mit fortschreitendem Handlungsverlauf werden weitere Orte der Spielwelt freigeschaltet. In die Amiga-Version wurden einige Soundeffekte implementiert. Es besteht ein Zeitlimit für die Lösung des Spiels. In der Spielverpackung befinden sich Gegenstände, die für die Spiellösung nützlich sind, zum Beispiel die Ausgabe einer fiktiven Londoner Zeitung vom 17. Juni 1887. Technische Entwicklungsbasis ist die Z-machine.

## Produktionsnotizen
Sherlock: The Riddle of the Crown Jewels war das letzte reine Textadventure von Infocom. Die fiktiven Figuren Sherlock Holmes, Dr. Watson und Professor Moriarty sind Schöpfungen des Schriftstellers Arthur Conan Doyle. Entwickelt wurde das Spiel von Bob Bates. Im Rahmen der erstmaligen Ankündigung des Spiels annoncierte Infocom auch Versionen für die Computer Atari ST und Apple IIGS; diese erschienen jedoch nie.

## Rezeption
In der deutschen Happy Computer wurden der für Infocom-Adventure typische exzellente Parser, die clevere Handlung und die zahlreichen logischen Rätsel hervorgehoben. Bei der Gesamtbewertung erhielt das Textadventure in den Kategorien Grafik und Sound naturgemäß keine Punkte; insgesamt wurde es mit 70 von 100 Wertungspunkten bewertet. Ein britischer Rezensent bewertete das Spiel dagegen insgesamt mit 9 von 10 Punkten. Positiv wurden hierbei neben der gelungenen Mystery-Atmosphäre auch die historischen Reminiszenzen an London im Jahr 1887 beurteilt ("Altogether, this is a mystery that conveys just about the right atmosphere for the place, time and subject, with a good helping of general historical interest thrown in as well. I take my hat off to it").
Eine Untersuchung zur Computerspielgeschichte und -theorie aus dem Jahr 2005 würdigte die Imitation von Doyles Sprachstil durch den Entwickler Bob Bates. Insgesamt handele es sich um ein handwerklich gut gemachtes Adventure („a well-crafted late Infocom work“).